# Tragulus
Tragulus — рід парнокопитих ссавців родини Оленцеві. Має 6 видів. Наукова назва походить від грецького слова τράγος — «козел» та латинського ulus — «крихітний». Інші назви «миша-олень», «азійський олень», «канчіль». Є одними з найдрібніших копитних.

## Опис
Довжина тіла представників цього роду коливається від 40 до 75 см, хвоста — від 2,5 до 12,5 см, вага — від 0,7 до 8 кг. Роги відсутні. Морда витягнута. На обох щелепах розташовано ікла, проте у самців вони довші та гостріші.
Забарвлення шерсті від світло-коричневого до темно-бурого кольору з різними світлими і темними відтінками. Черевна частина має біле забарвлення. На відміну від інших представників своєї родини у цих оленів відсутні чіткі бліді смуги або плями на верхній частині тіла.

## Спосіб життя
Живуть приховано в лісах на рівнині чи високогір'ї. Самці територіальні, мітять свою територію виділенням залози на нижній щелепі. Активні вночі. Є гарними плавцями і нирцями, але вважають за краще триматися більш посушливих місць. Ховаються в щілинах серед скель, у дуплах повалених дерев, серед купи листя. При небезпеці прагнуть зачаїтися, а якщо зробити це не вдалося, то відразу ж надають ворогові опір за допомогою своїх іклів. Вживають траву, листя, ягоди та плоди, що лежать на землі.
Статева зрілість настає у віці 5—6 місяців. Залежно від виду поодинокі або живуть парами. Деякі види спарюються цілий рік. Вагітність триває від 140 до 177 днів. Зазвичай народжується 2 оленяти вагою близько 375 г.
Тривалість життя 10—16 років.

## Розповсюдження
Поширені в Південно-Східній Азії (до Яви і Філіппін), а також на півдні КНР.

## Види
- Tragulus javanicus
- Tragulus kanchil
- Tragulus napu
- Tragulus nigricans
- Tragulus versicolor
- Tragulus williamsoni